# アムノン
アムノン（ヘブライ語: אַמְנוֹן‎、ラテン文字表記: ’Amnōn または Amnon）は、旧約聖書の『サムエル記』に登場する人物で、イスラエルの王ダビデの長男。処女だった異母妹のタマルに言い寄って性交したが、のちにタマルの同母兄アブサロムによって妹の復讐のため殺害された。